# Ligier JS P325
Chronologie des modèles
Ligier JS P320
La Ligier JS P325 est une voiture de course conçue et développée par Ligier Automotive pour courir dans la catégorie LMP3 des Le Mans Prototype à partir de 2025.